# فاناكولا (نواروتسي باريش)
فاناكولا (بالإنجليزية: Vanaküla, Noarootsi Parish)‏ هي قرية تقع في إستونيا في Noarootsi.[بحاجة لمصدر]